# Lucio Cecchinello
Lucio Cecchinello, né le 21 octobre 1969 à Venise en Italie, est un ancien pilote de vitesse moto italien qui a fondé sa propre équipe de course (LCR) en 1996 avant de se consacrer à plein temps depuis 2004 dans le rôle de team manager.

## Biographie
Depuis qu’il est enfant, le vrombissement des moteurs, les sensations d’accélération et de vitesse ont toujours attiré Lucio de façon incroyable. Dès l'obtention de son permis, il rassemble tous les économies accumulées après plusieurs mois de travaux d'été (barman, plombier, mécanicien) pour s'acheter grâce à l'aide de son père Luciano la toute dernière Honda NS 125 et entamer ainsi son rêve de devenir pilote professionnel.
La passion pour la compétition moto se fait de plus en plus forte, mais les obligations scolaires et l'opposition parentale laissent peu de chance aux ambitions de Lucio, alors adolescent de 16 ans, de se concrétiser. Mais pour satisfaire au moins son désir d'évoluer dans le milieu de la course, il commence à travailler les week-ends en tant que mécanicien pour quelques amis avant d'intégrer le prestigieux Team Italia qui participe alors au Championnat d'Europe.
Dès qu’il devient majeur à 18 ans et après avoir finalement réussi à convaincre son père Luciano, Lucio commence sa carrière de pilote en 1989 au guidon d’une Honda 125 NSR en s'engageant dans le Championnat Italien de Sport Production. Lors de sa troisième course qui a lieu sur le tracé de Monza, il remporte sa première victoire suivie de plusieurs autres succès qui lui permettent d'obtenir la place de vice-champion derrière Max Biaggi. 
En 1991, il fait ses débuts en Championnat d'Europe 125 cm3 au sein du Team Italia et s’empare de la 10e position à l’issue de la saison. Deux ans plus tard, il s’octroie le titre de vice-champion d'Europe 125 cm3 avant de plonger dans le grand bain du Championnat du Monde. L'année suivante, en 1994, le team GIVI offre à Lucio l'opportunité de courir en Grand Prix 125 cm3 avec une Honda RS au guidon de laquelle il marque ses premiers points en Championnat du Monde. La fameuse équipe Pileri lui fait également appel en 1995 pour défendre ses couleurs de nouveau en Championnat d'Europe avec une Honda 125 KIT. Avec 8 victoires sur les 11 courses que comptait le calendrier, Lucio devient officiellement Champion d'Europe en 125 cm3.
L'année 1996 marque un tournant décisif dans la carrière de Lucio qui prend la décision de mettre en place son propre team (LCR - Lucio Cecchinello Racing) et d’y avoir à la fois le statut de pilote et de team manager. Il s'en sort alors honorablement puisqu'il s’immiscera à plusieurs reprises dans le top 10.
C'est en 1998 sur le tracé de Jarama en Espagne que Lucio remporte sa première victoire en Championnat du Monde 125 cm3 au guidon d'une Honda. Cette même saison, son coéquipier était le talentueux pilote japonais Noboru Ueda. Le duo aura ainsi glané des performances intéressantes pour l'équipe de l'Italien avant que Lucio ne prenne deux fois de suite en 2001 et 2002 la 4e place finale du Championnat du Monde 125 cm3 avec une Aprilia RS. Le team ne cessera d'évoluer les années suivantes en s'engageant notamment dans la catégorie 250 cm3 avant de faire le grand saut en MotoGP en 2006. Lucio aura donc eu la chance de collaborer dans sa structure avec de brillants pilotes tels que Casey Stoner, Alex De Angelis, David Checa, Roberto Locatelli, Mattia Pasini, Randy De Puniet, Carlos Checa, Eugene Laverty et Toni Elias.
Mais avant de mettre un terme à sa carrière sportive, Lucio Cecchinello a réalisé l'un de ses rêves les plus forts en remportant en 2003 le Grand Prix d'Italie 125 cm3 disputé sur le circuit du Mugello.
Avec une passion toujours aussi intense pour la vitesse et la compétition moto, Lucio se consacre désormais à plein temps depuis 2004 au management de l'équipe LCR. Il fait également partie de la commission de l’IRTA (International Road Racing Teams Association), l'association qui travaille en étroite collaboration sur les aspects techniques et sportifs de la discipline avec les organisateurs du MotoGP (Dorna) et la FIM (Fédération Internationale de Motocyclisme).

## Carrière en Grand Prix

### Par années
| Année | Cat.    | Équipe         | Moto      | GP | Vict. | Podiums | Poles | Mtour | Pts | Position   |
| ----- | ------- | -------------- | --------- | -- | ----- | ------- | ----- | ----- | --- | ---------- |
| 1993  | 125 cm3 | Team Gazzaniga | Gazzaniga | 12 | 0     | 0       | 0     | 0     | 0   | non classé |
| 1994  | 125 cm3 | Team GIVI      | Honda     | 14 | 0     | 0       | 0     | 0     | 5   | 30e        |
| 1996  | 125 cm3 | Team LCR       | Honda     | 15 | 0     | 0       | 0     | 0     | 59  | 15e        |
| 1997  | 125 cm3 | Team LCR       | Honda     | 15 | 0     | 0       | 0     | 0     | 73  | 14e        |
| 1998  | 125 cm3 | Team LCR       | Honda     | 13 | 1     | 3       | 0     | 0     | 130 | 5e         |
| 1999  | 125 cm3 | Team LCR       | Honda     | 15 | 0     | 4       | 3     | 0     | 108 | 9e         |
| 2000  | 125 cm3 | Team LCR       | Honda     | 16 | 0     | 0       | 0     | 0     | 91  | 11e        |
| 2001  | 125 cm3 | Team LCR       | Honda     | 16 | 1     | 4       | 1     | 0     | 156 | 4e         |
| 2002  | 125 cm3 | Team LCR       | Aprilia   | 16 | 3     | 5       | 0     | 0     | 180 | 4e         |
| 2003  | 125 cm3 | Team LCR       | Aprilia   | 16 | 2     | 3       | 0     | 0     | 112 | 9e         |

### Par catégorie
| Cat.    | Année               | 1er GP   | 1er Podium | 1re Victoire | Courses | Victoires | Podiums | Pole | M.tours¹ | Points | Titres |
| ------- | ------------------- | -------- | ---------- | ------------ | ------- | --------- | ------- | ---- | -------- | ------ | ------ |
| 125 cm3 | 1993-1994;1995-2003 | AUS 1993 | MAD 1998   | MAD 1998     | 149     | 7         | 19      | 4    | 10       | 909    | 0      |
| Total   | 1993-1994;1995-2003 |          |            |              | 149     | 7         | 19      | 4    | 10       | 909    | 0      |

¹ Meilleurs tours en course